# Zeros vicinus
Zeros vicinus är en tvåvingeart som beskrevs av Cresson 1943. Zeros vicinus ingår i släktet Zeros och familjen vattenflugor.
Artens utbredningsområde är Florida. Inga underarter finns listade i Catalogue of Life.